# Матч за звание чемпиона мира по международным шашкам среди женщин 2000
Матч за звание чемпиона мира по международным шашкам среди женщин 2000 года проходил в нидерландском городе Зютфен между чемпионкой мира 1999 года Зоей Голубевой (Латвия) и серебряным призёром этого чемпионата Ниной Хукман (Нидерланды). Победительница матча — Зоя Голубева, которая завоевала свой одиннадцатый титул.

## Ход турнира
Матч состоял из 3 сетов по 4 партии в каждом. В случае ничьи в сете проводился тай-брейк из партий с укороченным контролем времени. Спортсменка выигравшая по сетам становилась чемпионкой мира.
Первый сет проводился с 8 по 11 сентября. В нём победила Зоя Голубева со счётом 5—3.
Во втором сете прошедшем с 13 по 16 сентября вновь победила Зоя Голубева с таким же счётом. Счёт по сетам стал 2—0.
В решающем третьем сете, который проходил с 18 по 21 сентября все четыре партии закончились вничью. Для определения победителя в сете проводились партии в рапиде, в которых победила Голубева. Счёт по сетам стал 3—0.

## 1 сет
| Участник     | Страна     | 1 | 2 | 3 | 4 | Очки |
| ------------ | ---------- | - | - | - | - | ---- |
| Зоя Голубева | Латвия     | 1 | 2 | 1 | 1 | 5    |
| Нина Хукман  | Нидерланды | 1 | 0 | 1 | 1 | 3    |

## 2 сет
| Участник     | Страна     | 1 | 2 | 3 | 4 | Очки |
| ------------ | ---------- | - | - | - | - | ---- |
| Зоя Голубева | Латвия     | 1 | 1 | 1 | 2 | 5    |
| Нина Хукман  | Нидерланды | 1 | 1 | 1 | 0 | 3    |

## 3 сет
| Участник     | Страна     | 1 | 2 | 3 | 4 | Очки |
| ------------ | ---------- | - | - | - | - | ---- |
| Зоя Голубева | Латвия     | 1 | 1 | 1 | 1 | 4    |
| Нина Хукман  | Нидерланды | 1 | 1 | 1 | 1 | 4    |

## Тай-брейк 3 сета
| Участник     | Страна     | 1 | 2 | Очки |
| ------------ | ---------- | - | - | ---- |
| Зоя Голубева | Латвия     | 2 | 1 | 3    |
| Нина Хукман  | Нидерланды | 0 | 1 | 1    |